# José María Larocca

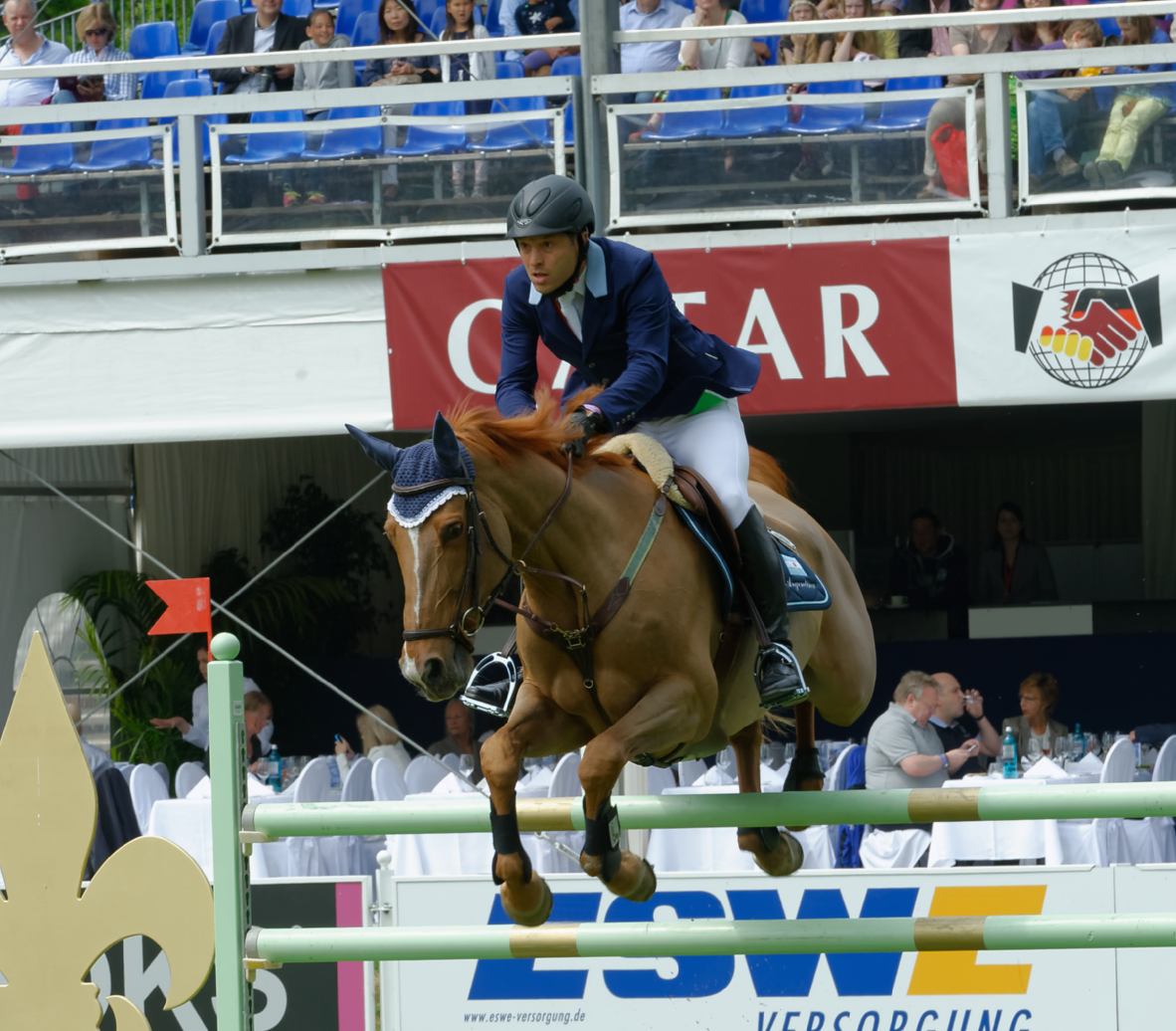
Jose María (jr.) Larocca auf Hilary van't Paradijs beim CSIYH* in Wiesbaden 2015

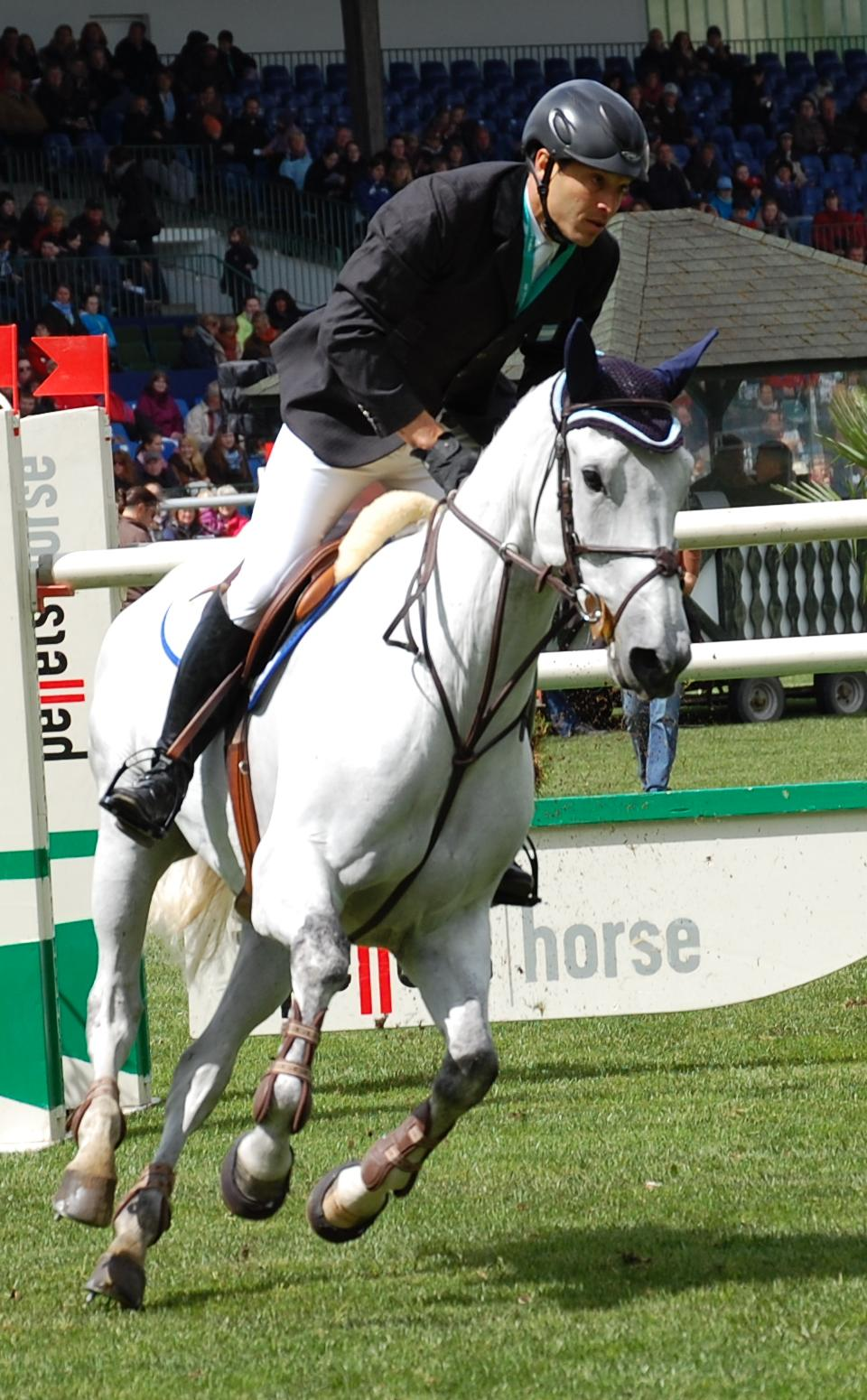
José María Larocca mit Tortola (2012)

José María Larocca (* 1. Januar 1969 in Wettingen, Schweiz) ist ein argentinischer Springreiter. Seinen größten Einzelerfolg errang er mit dem Gewinn der Einzel-Silbermedaille bei den Panamerikanischen Spielen 2019.

## Werdegang
Im Kindesalter begann er mit der Reitausbildung.
2008 nahm er mit Royal Power bei den Olympischen Spielen als Einzelstarter für Argentinien teil (Rang 53).
Für seine Teilnahme bei den Weltreiterspielen in Kentucky und den Olympischen Spielen in London erwarb Larocca 2010 Albert Zoers Wallach Okidoki für einen Millionenbetrag. Nur wenige Monate später stürzten die beiden am 11. Juni beim Fünf-Sterne-Springen in Cannes. Okidoki zog sich dabei einen Sehnenabriss im Vorderbein zu. Während der Genesungsphase kam es zu Komplikationen, welche einen weiteren Eingriff in einer Spezialklinik in Bern erforderlich machten. Dort starb der Wallach an einem septischen Schock im Bauchraum.
Auch bei den Olympischen Spielen in London 2012 war Larocca als Einzelstarter mit Royal Power am Start. Hier konnte er sich sogar für die Finalrunde qualifizieren und kam auf Rang 36.
Bei den Panamerikanischen Spielen 2015 in Toronto kam er mit Cornet du Lys auf den vierten Platz in der Einzelwertung, mit der argentinischen Equipe gewann er hier die Mannschafts-Silbermedaille. Ein Jahr später, bei den Olympischen Spielen in Rio de Janeiro gelang es der argentinischen Mannschaft, sich für den zweiten Umlauf der besten zehn Equipen qualifizieren zu können. Larocca ritt hier den Westfälischen Hengst Cornet du Lys (in der Einzelwertung Rang 46).
Bei den Panamerikanischen Spielen 2019 kam die argentinische Mannschaft auf Rang fünf. Im Einzelfinale unterlief José María Larocca mit Finn Lente nur ein Zeitstrafpunkt, damit gewann er die Einzel-Silbermedaille. Mit diesem Erfolg sicherte Larocca Argentinien zudem einen Einzelstartplatz für die Olympischen Spiele 2020.

## Privates
Larocca arbeitet als Börsenhändler in Genf. Sein Vater besitzt einen Reitstall in Argentinien.

## Pferde
- Casha vd Kornelishoeve,	Besitzer: S.N.C. Prisme
- Con Air 7, Besitzer: José Larocca
- Mobily Ashkur Allah Obelix, zur von Herve Godignon, Otto Becker und Prinz Abdullah ibn Mutaib Al Saud geritten
- Royal Power, Besitzer: José Larocca
- Son of Marco, Besitzer: José Larocca
- Tortola, Besitzer: Tortola Group
- Voice
- Okidoki (* 1996; † 2010), brauner KWPN-Wallach, Vater: Jodokus, Muttervater: Topas, bis Anfang 2010 von Albert Zoer geritten, im Juli 2010 an einem septischen Schock verstorben.[4]